# Jimalalud
Jimalalud ist eine philippinische Gemeinde in der Provinz Negros Oriental. Sie hat 30.945 Einwohner (Zensus 1. August 2015).

## Baranggays
Jimalalud ist politisch in 28 Barangays unterteilt.
| - Aglahug - Agutayon - Apanangon - Bae - Bala-as - Bangcal - Banog - Buto - Cabang - Camandayon - Cangharay - Canlahao - Dayoyo - Eli | - Lacaon - Mahanlud - Malabago - Mambaid - Mongpong - Owacan - Pacuan - Panglaya-an - North Poblacion - South Poblacion - Polopantao - Sampiniton - Talamban - Tamao |